# 山鹿市立三玉小学校
山鹿市立三玉小学校（やまがしりつ みたましょうがっこう）は、熊本県山鹿市久原にある小学校。

## 沿革
- 1874年 - 蒲生小学校、霊仙小学校、上吉田小学校創設。
- 1891年 - 蒲生出張所設置。
- 1892年 - 蒲生分教室と改称。上吉田尋常小学校独立。
- 1899年 - 三玉尋常小学校となる。上吉田分教室設置。
- 1900年 - 蒲生分教室設置。
- 1908年 - 三玉東部尋常小学校、三玉西部尋常小学校に分立。
- 1914年 - 合併し三玉尋常高等小学校となる。
- 1941年 - 三玉国民学校と改称。
- 1947年 - 三玉村立三玉小学校と改称。
- 1954年 - 山鹿市立三玉小学校と改称。